# Аль-Айни, Мухсин Ахмад
Мохсен Ахмед аль-Айни (араб. محسن أحمد العيني‎; 20 октября 1932 — 25 августа 2021) — северойеменский политик и дипломат.
Пять раз становился премьер-министром Йеменской Арабской Республики (1967, 1969, 1970–1971, 1971–1972, 1974–1975) при двух президентах Абдель Рахмане Арьяни и Ибрагиме аль-Хамди. Столько же раз был министром иностранных дел (1962, 1965, 1970—1971, 1971—1972, 1974).
В 1962–1965, 1965–1966, 1967–1969 и 1979–1981 занимал пост постоянного представителя ЙАР при ООН и одновременно в 1962–1965 был послом в США. Был также послом ЙАР в СССР (1968–1969), во Франции (август–сентябрь 1971, 1975–1976), в Великобритании (1973–1974) и в ФРГ (1981–1984). До 1997 года был послом Йемена в США.